# Kràssavka (Atkarsk)
|  | Per a altres significats, vegeu «Kràssavka». |

Kràssavka (en rus: Красавка) és un poble de l'óblast de Saràtov, a Rússia, segons el cens del 2010 tenia 39 habitants. Pertany al districte municipal d'Atkarsk.